# Saša Pančić
Saša Pančić (Mostar, 1965) srpski je umetnik.
Diplomirao je 1989. godine na Fakultetu likovnih umetnosti Univerziteta umetnosti u Beogradu, na odseku za slikarstvo. Magistrirao je 1992. godine na istom fakultetu, na odseku za crtež, u klasi profesora Dragana Lubarde.

Status Samostalnog umetnika stekao je 1988. godine.
Član je ULUS-a od 1992. godine, a predsednik udruženja je bio od 2007. do 2010. godine.

## Samostalne izložbe
- 2020. Galerija B2 Beograd, Srbija[4]
- 2019. Savremena galerija Pančevo, Srbija
- 2016. , Poreč, Hrvatska / Galerija “Beograd”, Beograd,Srbija
- 2015. Kulturni centar, Svilajnac, Srbija / Gradska galerija Varna, Bugarska
- 2014. Savremena galerija Pančevo, Srbija (sa Draganom Lubardom i Mihajlom Gerunom)
- 2011. Galerija Haos Beograd, Srbija /[5][6] Galerija Rakursi Sofija, Bugarska, (sa Stefanom Boshkovim)
- 2010. Muzej Georgi Velčev Varna, Bugarska / Galerija 1908 Sofija, Bugarska[7] / Gradska Galerija Grožnjan, Hrvatska

- 2008. Galerija UKA Varna, Bugarska / Galerija Arte Beograd, Srbija[8]
- 2007. Galerija O3on Beograd, Srbija
- 2006. Galerija Kulturni Centar Beograd, Srbija
- 2005. Galerija Kulturni Centar Novi Sad, Srbija
- 2004. Galerija Kulturni centar Čačak, Srbija / Galerija Savremene umetnosti Niš, Srbija
- 2002. Galerija Kulturni Centar Bar, Crna Gora / Galerija Zvono Beograd, Srbija
- 1998. Galerija Zvono, Beograd / Galerija Kulturni centar Novi Sad, Srbija
- 1994. Galerija Dom omladine Beograd, Srbija
- 1993. Galerija Kulturni centar Kotor, Crna Gora
- Saša Pančić, Gravitacija I (2016), Narodni muzej Kraljevo1992. Galerija Kolarac Beograd, Srbija

## Kolektivne izložbe i radionice (odabrane)
- 2019. Muzej Zepter „Soba knjiga”
- 2016. Solun art festival, Galerija New Moment, Grčka / DAI SAI, „Otvoreni grad” Pula, MC Luka, Hrvatska / „Hajde da razgovaramo”, Galerija Štab Beograd, Srbija
- 2015.  Ostrowc, Poljska
- 2013.  Pariz, Francuska
- 2012. „The same rain, The same wind”, Chuang Mai, Tajland
- 2011. Belef, „Zelena pijaca”, Kalenić, Beograd, Srbija
- 2010. Pergament Srbija, Unesko Pariz, Francuska / Međunarodni projekat „Vatra”: Zagreb, Sarajevo, Mostar, Skoplje... / Umetnička kolonija Sisevac, Paraćin, Srbija
- 2009. Međunarodna radionica Grožnjan-Istra, Hrvatska
- 2006. Internacionalni sinpozijum za skulpturu, Laponija, Finska / 7. Moskovski međunarodni bijenale grafičkog dizajna, Zlatna pčela Moskva, Rusija
- 2005. , galerija Zvono, Beč, Austrija / Internacionalna grafička radionica Veliiko Trnovo, Bugarska
- 2004. Likovna kolonija Sićevo, Galerija savremene likovne umetnosti Niš, Srbija / Grafički atelje Plivdiv, Galerija DPH Plovdiv, Bugarska /Internacionalni Litografski Studio Plovdiv, Bugarska / Internacionalna kolonija Sićevo, Srbija
- 1998. Galerija Cvijeta Zuzorić, „Crtež i mala plastika” Beograd, Srbija
- 1987. Galerija Cvijeta Zuzorić, „Crtež i mala plastika”, Beograd, Srbija

## Filmografija
- 2016. „Dinamička ravan” / 9’50“
- 2015. „Tela tame” / 3’20“
- 2007. „Trenutak asimetričnog disanja” / 3’40“
- 2006. „Crna svetlost” / 6’30“

## Festivali
- 2017. , Istočnoevropski filmski festival Los Anđeles, SAD
- 2007. 54. Beogradski festival kratkometražnog filma Beograd, Srbija

## Radovi u muzejima i javnim prostorima
- Muzej Zepter Beograd, Srbija [9]
- Muzej „Macura” Banovci, Srbija
- Narodni Muzej Kraljevo, Srbija
- Hol Beogradskog dramskog pozorišta Beograd, Srbija
- Park skulptura „Kakslauttanen“ Laponija, Finska
- Javni prostor grada Sofije, Bugarska
- Park umetničke škole „Šumatovačka”, Beograd, Srbija

## Radovi u javnim kolekcijama
- Kolekcija „Wienere”, Beograd, Srbija
- Kolekcija „Telenor”, Beograd, Srbija
- Kolekcija Luciano Benetton, Italija
- Kolekcija Gradske Galerije Grožnjan, Hrvatska
- Kolekcija Galerije Zuccato, Poreč, Hrvatska
- Kolekcija Galerije New Moment Beograd, Srbija
- Kolekcija Arte galerije Beograd, Srbija
- Kolekcija Kulturni centar Paraćin, Srbija
- Kolekcija Savremene galerije Niš, Srbija
- Kolekcija Galerije Thalberg Cirih, Švajcarska
- Kolekcija Galerije Lamusee Tokio, Japan

## Bibliografija (izbor)
Tekstovi - kritike
- 2020. Mladen Lučić: „Pogled u nedogled”, Galerija B2 Beograd, Srbija
- 2017. Slobodan Mijušković: „O umetnosti i...”, New Moment Beograd, Srbija
- 2016. Jerko Ješa Denegri: „Prostornirezovi”, Galerija Zuccato Poreč, Hrvatska
- 2016. Dragica Vuković: „Nula forma”, Galerija Beograd, Srbija
- 2011. Zoran Gavrić: „Atramentum u umetnosti Saše Pančića”, Galerija Haos Beograd, Srbija
- 2008. Danijela Purešević: „Binarni konstruktivzam”, Galerija UKA Varna, Bugarska
- 2006. Irina Subotić: „Senke od čelika Saše Pančića”,Galerija Kulturni centar Beograd, Srbija
- 2005. Sava Stepanov: „Kratki zapis o novosadskoj izložbi Saše Pančića”, Galerija Kulturni centar, Mali likovni salon Novi Sad, Srbija
- 2002. Zoran Gavrić: „Od konstruktivnom ka konkretnom u slikarstvu Saše Pančića”, Galerija Zvono Beograd, Srbija
- 1998. Vlatko Gilić: „Iza vrata vidljivog”, Galerija Zvono, Beograd, Srbija

## Galerija
| - Bez forme 5, drvo, 2005. - Duboko severno, metal, 2004. - Gravitacija 11, metal, guma, 2016. - Integral 11, guma, 2010. - Opna Y, papir, 2015. |

| - Bez naslov 2, grafika, 2017. - Gest 11, papir, tuš, 2017. - Iza horizonta 1, akrilik, 2016. - Gest 8, papir, tuš, 2017. - Iza horizonta 4, papir, tuš, 2016. |

## Spoljašnje veze
- Zvanična Internet prezentacija
- „SLOBODNI POGLED UNEDOGLED: Saša Pančić o novom ciklusu, upotrebi boje, jeziku slike, položaju samostalnog stvaraoca”. Novosti. Приступљено 13. 2. 2021.